# Saint-Agnan (Yonne)
Saint-Agnan je francouzská obec v departementu Yonne v regionu Burgundsko-Franche-Comté. V roce 2011 zde žilo 926 obyvatel.

## Vývoj počtu obyvatel
Počet obyvatel 